# شركة أسمنت ينبع
شركة اسمنت ينبع هي شركة مساهمة سعودية، تأسست في محافظة ينبع عام 1976 بطاقة إنتاجية أولية قدرها 3,000 طن كلنكر يوميا، ثم تم زيادة الطاقة الإنتاجية إلى 4,000 طن كلنكر يوميا. وفي عام 1988 أنشأت الشركة خط إنتاج جديد بجانب خطوط الإنتاج السابقة بطاقة إنتاجية 7,000 طن كلنكر يوميا، ليصبح إجمالي الطاقة الإنتاجية للشركة 11,000 طن كلنكر يومياً بما يعادل ثلاثة ملايين طن كلنكر سنويا.
وحالياً تصل الطاقة الإنتاجية الكلية للمصنع إلى 4 ملايين طن كلنكر يوميا، وقد شرعت شركة أسمنت ينبع إلى زيادة الطاقة الإنتاجية من خلال إنشاء مشروع خط خامس جديد بطاقة إنتاجية 10,000 طن كلنكر يوميا، وقد بدأ في تنفيذ مشروع التوسعة في شهر سبتمبر 2008، ومن المتوقع الانتهاء من المشروع كلياً خلال عام 2011، ليرتفع إنتاج الشركة إلى 7 ملايين طن كلنكر سنويا.